# Can Moner (Sant Feliu de Buixalleu)
Can Moner és una masia de Sant Feliu de Buixalleu (Selva) inclosa a l'Inventari del Patrimoni Arquitectònic de Catalunya.

## Descripció
Masia aïllada situada al nucli de Grions, en un petit terreny elevat, al costat de la ctra. Hostalric- Arbúcies. Consta de planta baixa i dos pisos, i està coronada a la part superior per una petita edificació. El cos principal té una coberta a una vessant. Un conjunt de galeries a la planta baixa i als pisos, donen un caràcter senyorial a l'edifici. Els 5 arcs de cada galeria són escarssers i se sostenten sobre columenes circulars d'estil clàssic. Balaustrada amb elements ceràmics.
A la planta baixa, hi ha la porta d'accés a l'habitatge en arc de llinda. Al voltant, hi ha diverses dependències de treball.Façana arrebossada i pintada de blanc. L'habitatge està envoltat d'un sumptuós jardí.

## Història
La construcció s'ha de situar entre els segles XIX i XX.